# Episodi di Superman & Lois (seconda stagione)
La seconda stagione della serie televisiva Superman & Lois è stata trasmessa negli Stati Uniti su The CW dall'11 gennaio al 28 giugno 2022.
La stagione fu annunciata il 2 marzo 2021, subito dopo la trasmissione dei primi episodi della prima stagione.
In Italia la stagione è andata in onda dal 5 novembre al 10 dicembre 2022 su Italia 1 nel day-time.
| n° | Titolo originale              | Titolo italiano                   | Prima TV USA     | Prima TV Italia  |
| -- | ----------------------------- | --------------------------------- | ---------------- | ---------------- |
| 1  | What Lies Beneath             | Terremoti                         | 11 gennaio 2022  | 5 novembre 2022  |
| 2  | The Ties That Bind            | I vincoli che uniscono            | 18 gennaio 2022  | 5 novembre 2022  |
| 3  | The Thing in the Mines        | La cosa nelle miniere             | 25 gennaio 2022  | 12 novembre 2022 |
| 4  | The Inverse Method            | Il metodo inverso                 | 1º febbraio 2022 | 12 novembre 2022 |
| 5  | Girl...You'll Be a Woman Soon | Ragazza... presto sarai una donna | 22 febbraio 2022 | 12 novembre 2022 |
| 6  | Tried and True                | Collaudato e sicuro               | 1º marzo 2022    | 19 novembre 2022 |
| 7  | Anti-Hero                     | Antieroe                          | 8 marzo 2022     | 19 novembre 2022 |
| 8  | Into Oblivion                 | Nell'oblio                        | 22 marzo 2022    | 19 novembre 2022 |
| 9  | 30 Days and 30 Nights         | Trenta giorni e trenta notti      | 29 marzo 2022    | 26 novembre 2022 |
| 10 | Bizarros in a Bizarro World   | Bizzarri in un mondo bizzarro     | 26 aprile 2022   | 26 novembre 2022 |
| 11 | Truth and Consequences        | Verità e conseguenze              | 3 maggio 2022    | 26 novembre 2022 |
| 12 | Lies That Bind                | Bugie che uniscono                | 31 maggio 2022   | 3 dicembre 2022  |
| 13 | All Is Lost                   | Tutto è perduto                   | 7 giugno 2022    | 3 dicembre 2022  |
| 14 | Worlds War Bizarre            | Bizzarra guerra dei mondi         | 21 giugno 2022   | 3 dicembre 2022  |
| 15 | Waiting for Superman          | Aspettando Superman               | 28 giugno 2022   | 10 dicembre 2022 |

## Terremoti
- Titolo originale: What Lies Beneath
- Diretto da: Gregory Smith
- Scritto da: Brent Fletcher, Todd Helbing

### Trama
Sono passati tre mesi dalla sconfitta di Tal-Rho e dall'arrivo di Natalie. Sebbene dispiaciuta per alcuni dei candidati per lo “Smallville Gazette” che Chrissy ha intervistato, Lois Lane litiga con Jonathan per aver pomiciato con Candice Pergande nella sua camera, ed è dispiaciuta che Jordan fosse con Sarah, dopo il suo ritorno dal campo, nel momento in cui Superman stava salvando un sottomarino nordcoreano. Dopo un colloquio con il tenente Mitch Anderson, Lois e Clark hanno una breve discussione. A Metropolis, John Henry Irons lavora per aiutare Natalie ad adattarsi alla sua nuova vita, il che finisce per diventare difficile. Lana aiuta il suo amico candidato sindaco Daniel Hart alle prossime elezioni contro il sindaco George Dean. Superman soffre di visioni accadute durante l'incidente del sottomarino e succede di nuovo durante un terremoto in cui le persone che indossano il logo di Superman sul petto salvano alcuni lavoratori intrappolati nelle miniere. Superman affronta il tenente Lorenzo, il quale aveva creato dei suoi “Superman” provenienti dalle scuole del DOD, in seguito al rifiuto di Superman di servire esclusivamente gli Stati Uniti. Clark parla con i ragazzi di quello che è successo e chiede di parlare con lui per qualsiasi cosa succeda. Dopo essere stata contattata da Irons, Lois parla con Natalie e permette alla famiglia Irons di dormire nella loro fattoria. Nelle profondità delle miniere, una mano coperta di spuntoni irrompe attraverso una delle pareti.

## I vincoli che uniscono
- Titolo originale: The Ties That Bind
- Diretto da: David Ramsey
- Scritto da: Kristi Korzec, Michael Narducci

### Trama
Lana subisce una battuta d'arresto nelle imminenti elezioni del sindaco contro il sindaco Dean quando Daniel Hart si ritira a causa di un'offerta di lavoro in un'altra città. Mentre fa colazione con la sua famiglia e la famiglia Irons, Clark ha un'altra visione. Con Lois che ora lo sa, a Clark viene detto che potrebbe esserci qualcuno in grado di rispondere a questa domanda, dal momento che non sono grado di usare la Fortezza della Solitudine dopo quello che le è successo. Natalie si iscrive alla Smallville High School dove fa amicizia con Sarah. Superman fa visita a Tal-Rho nella sua speciale prigione a luce solare rossa per vedere se c'erano effetti collaterali nell'avere coscienza kryptoniana nella propria testa. Tal-Rho ha dichiarato di non avere riscontrato effetti collaterali e si offre di usare la sua fortezza nel deserto per aiutare Superman. Lois e Chrissy vanno alla miniera di Shuster per incontrare il a dottoressa Faulkner sull'incidente avvenuto. Dopo che le visioni hanno compromesso il tentativo di Superman di fermare la cattura di alcuni ostaggi catturati da Phillip Karnowski che la squadra di Anderson sconfigge, Anderson afferma a Superman che i suoi medici non possono rintracciare le visioni e che sta iniziando a diventare una sua responsabilità. Prima di partire, Superman afferma ad Anderson che la sua ultima recluta come “nuovo Superman” ha meno di 18 anni. Jordan accompagna Superman e Tal-Rho ammanettato alla tana di Tal-Rho dove fa uso dell'ologramma di Lara, loro madre. Mentre Lara scansiona Superman, si verifica un terremoto e, contemporaneamente, Superman ha le visioni, nello stesso momento in cui un gruppo nella miniera ha incontrato una figura mostruosa che ha fatto esplodere un minatore nel tunnel. Dopo un breve combattimento con Tal-Rho che fingeva di essere depotenziato, Lara rivela a Superman che le visioni sono il risultato di un "evento cosmologico invasivo" e afferma a Tal-Rho che potrebbe esserci del buono in lui. Superman riporta Tal-Rho nella sua prigione. Lois e Chrissy decidono di andare a cercare Lucy Lane, sorella di Lois. Jordan scopre che Sarah ha baciato una ragazza di nome Audrey al camping estivo. La dottoressa Faulkner chiama il suo capo per sapere cosa c'era nelle miniere, annunciando che c’è qualcosa di ancora più potente di ciò che speravano.

## La cosa nelle miniere
- Titolo originale: The Thing in the Mines
- Diretto da: Gregory Smith
- Scritto da: Katie Aldrin, Juliana James

### Trama
Le visioni di Clark stanno peggiorando poiché sono prorompenti ed inaspettate come quando Jordan voleva dire a Sarah di avere i superpoteri e quando Jonathan litigava con Timmy Ryan per aver dato del cristallo a Candice. Lana continua la sua campagna elettorale poiché alcuni cittadini sono in dubbio sull'incidente causato da Tal-Rho. Sam viene chiamato a casa. Pur notando che è attualmente in pensione, Sam consiglia a Clark di risolvere le divergenze con Mitch Anderson. Inoltre, Sam è stato in grado di usare i suoi contatti per ottenere l'accesso a John alle miniere Shuster mentre era riluttante a contattare l'altra figlia Lucy, che per poco non si tolse la vita quando fu colpita dalla setta di Ally Alston. Alla miniera di Shuster, John entra con la dottoress Faulkner. Quando trova una roccia fatta esplodere, la dottoressa Faulkner lo mette fuori combattimento. In seguito, una misteriosa figura completamente racchiusa in un qualche tipo di tuta emerge dalle miniere e Superman cerca, senza successo, di fermarla. John riprende conoscenza ed evoca la sua armatura per aiutare Superman, ma riesce solo a far esplodere parte dell'elmo del mostro. Quando le visioni di Superman si ripresentano, si presentano contemporaneamente anche al suo aggressore, che vola via. Natalie affronta suo padre riguardo all'armatura e afferma che devono migliorarla. Jonathan fa visita a Candice che afferma di aver bisogno di soldi per tenere la sua famiglia lontana dalle strade mentre chiede il cristallo in questione. Dopo aver menzionato a sua madre quello che è successo al campo, Sarah parla con Jordan. Nonostante Sam sia riuscito a contattare Lucy, Lois riceve invece la visita al bar di Ally Alston che afferma che Lucy l'ha mandata al suo posto. Nell'Artico, la figura, che precedentemente aveva combattuto Superman, si toglie l'armatura e si rivela essere una versione pallida e sfregiata di Superman la cui uniforme porta un'immagine simmetrica del suo stemma.

## Il metodo inverso
- Titolo originale: The Inverse Method
- Diretto da: Melissa Hickey
- Scritto da: Jai Jamison, Andrew N. Wong

### Trama
5 anni fa, Lucy Lane si stava trasferendo dall'appartamento della famiglia Kent dove aveva appena discusso con Lois su ciò che Ally Allston le ha fatto fare. Nel presente, viene mostrato che Ally non è venuta da sola all’incontro con Lois e ha consigliato a quest’ultima di lasciar perdere ogni tentativo di mettersi contro di lei. Emily Phan informa Lana di alcune voci per strada secondo le quali il sindaco George Dean potrebbe sfruttare un evento traumatico del passato di Sarah nella sua campagna per la rielezione. Mentre Natalie suggerisce a suo padre che avranno bisogno di alcune parti per riparare l'armatura, Clark ha un'altra visione che porta l’ignota figura simile a Superman al fienile. John riesce a malapena ad aiutarlo a respingerlo. Avendo capito che la potenza del nemico è alta, John chiede a Clark di informare il tenente Mitch Anderson. Superman lo fa e gli consiglia di non inviare la sua squadra perché non sarebbe pronta ad affrontarlo. Usando lo pseudonimo di Penelope Casey, Chrissy partecipa all'evento di Ally a New Carthage mentre Lois parla finalmente con Lucy. Ally smaschera Chrissy e riproduce il filmato dal vivo della discussione di Lois e Lucy che mette a dura prova l'amicizia di Lois e Chrissy. I Supermen of America rintracciano la figura misteriosa al Salar de Uyuni mentre Superman sente la figura uccidere i due membri della squadra. Superman arriva per combatterlo mentre Tag scappa con la collana. Arriva in soccorso John, ma, a causa della scarsa energia della tuta, a seguito di un respingimento della figura, viene ricoverato in ospedale dopo un brutale scontro. Il sindaco Dean incontra Lana per strada affermando che non utilizzerà il precedente tentativo di suicidio di Sarah nella sua campagna. Kyle fa visita a una barista che conosce. Sam accetta di addestrare segretamente Jordan. Chrissy decide di chiamare Ally per quello che sa di Lois.

## Ragazza... presto sarai una donna
- Titolo originale: Girl...You'll Be a Woman Soon
- Diretto da: Diana Valentine
- Scritto da: Rina Mimoun, Adam Mallinger

### Trama
Lois si chiede se la setta sia collegato al nuovo nemico di Superman. Viene a sapere che la dottoressa Faulkner è un membro della setta e la visita solo per scoprire che il Superman cattivo l'ha uccisa e sta seguendo Ally. Chrissy fa visita ad Ally, che le da un misterioso ciondolo, permettendole di incontrare una versione "bizzarra" di se stessa in un mondo alternativo. Superman difende Ally dalla figura ignota, che identifica come il suo altro sé. Superman lo sconfigge e lo porta da Lara. Nel frattempo, Sam lascia che Jonathan si presenti per l'allenamento di Jordan, ma Jonathan prende la sostanza e agisce in modo aggressivo. Quella notte, alla quinceañera di Sarah, Kyle viene a sapere da Tonya, la barista, con cui una volta aveva una relazione, che la sua ragazza ha minacciato di far trapelare la relazione a Dean. Sarah sente tutto ciò e lo dice a Lana davanti a Kyle. Chrissy dice a Lois che l'altra sé di Ally ha preso il controllo dell'altro mondo. Jonathan sviluppa poteri grazie alla sostanza e fa finta che siano i suoi davanti a Jordan. Alla fortezza di Tal-Rho, l'altro sé di Clark gli dice che Ally distruggerà tutto ciò che ama a meno che non la uccida.

## Collaudato e sicuro
- Titolo originale: Tried and True
- Diretto da: Amy Jo Johnson
- Scritto da: Max Kronick, Patrick Barton Leahy

### Trama
L'altro sé di Clark avverte che se Ally acquisisce entrambi i ciondoli, diventerà simile a un dio e dice che non è abbastanza potente per distruggerli. Nel frattempo, Anderson viene rimproverato dal suo superiore, il generale Hardcastle, per la sua scarsa collaborazione con Superman. Nel frattempo, Kyle cerca di scusarsi con Lana, ma lei lo respinge. Lana viene a sapere da Tonya che Kyle ha interrotto la relazione due anni prima, poco dopo il tentato suicidio di Sarah. Jordan sorprende Jonathan con un inalatore, che lo fa passare per quello di Candice. Sam porta Lucy a parlare con Lois e proibisce loro di parlare di Ally. Ricominciano a legare. Durante la partita di football di quella notte, Jonathan viene schierato al posto di Timmy, mentre Jordan sente per caso che è la causa è stata il ritrovamento di un inalatore con una sostanza sospetta nelle mani di Timmy. Si rende conto che Jonathan ha usato la X-Kryptonite e lo affronta. Lucy in seguito discute con Lois su Ally e se ne va. Lana dice a Kyle di andarsene definitivamente. Anderson cattura e arresta Superman per tradimento, poiché si è rifiutato di rivelare la posizione dell'altro sé.

## Antieroe
- Titolo originale: Anti-Hero
- Diretto da: Elizabeth Henstridge
- Scritto da: Max Cunningham, Michael Narducci

### Trama
La polizia cattura Jonathan con l'X-K di Candice e Lois lo scopre. Lana le consiglia di ascoltare Jonathan indipendentemente dalla sua motivazione. Sarah si sfoga con Aubrey (la sua cotta al campo estivo) e le consiglia di parlare con suo padre, Kyle. Nel frattempo, Clark si sveglia in prigione con Tal-Rho e implora Anderson di indagare su Ally. Dopo che Anderson ha indebolito Tal-Rho per costringere Clark a fornire informazioni, i due fingono una rissa per scappare. Fuggono nella fortezza del deserto, dove l'altro sé di Clark afferma che lui e il suo Tal-Rho erano inseparabili fino a quando la moglie del suo Tal-Rho non ha cercato di ucciderlo. Anderson ruba le armi X-K e Project 7734 e localizza la fortezza, ferendo Tal-Rho e uccidendo l'altro sé di Clark prima di nascondersi. Clark fa volare Tal-Rho vicino al sole, permettendogli di guarire prima di riportarlo in prigione. Quella notte, Clark torna a casa, Sarah trova Kyle e Dean cerca di usare la relazione di Kyle a suo vantaggio, ma Lana convince i suoi sostenitori a ignorarlo. Mentre viene emesso un mandato per il suo arresto, Anderson fa visita ad Ally con il ciondolo del mondo parallelo.

## Nell'oblio
- Titolo originale: Into Oblivion
- Diretto da: Sudz Sutherland
- Scritto da: Juliana James, Kristi Korzec

### Trama
Un anno prima, Natalie insegue John durante un'anomalia temporale e si perde per sei mesi. Al giorno d'oggi, John si sveglia con un trauma cerebrale mentre Natalie fatica a perdonare Clark. Sam scopre che Anderson ha rubato i ciondoli mentre Lucy manda dei messaggi d’addio criptici. Chrissy si unisce ad Anderson e al culto nelle miniere dove aprono un portale per il mondo inverso. Anderson ruba i ciondoli, riuscendo ad entrare, mentre Superman riesce a tirare fuori Chrissy e Ally, anche se Lucy non viene trovata. Nel frattempo, Kyle aiuta Lana a prepararsi per le domande sui "valori familiari" per il suo dibattito con Dean, nonostante lei sia ancora riluttante. A scuola, Sarah chiede a Jordan se possono uscire con Aubrey. La stagione calcistica viene annullata, anche se Jonathan rimane in silenzio su Candice ed è costretto a lavorare in un minimarket. Quella notte, Jordan difende Jonathan e Candice da un affetto di X-K, quando Sarah salta fuori. Natalie perdona Clark e lui offre a lei e John una casa di proprietà di un suo vecchio amico. Lucy appare alla porta di Lois. Sam la porta nel suo appartamento, ma lei aggiunge qualcosa nel tuo tè e ruba il pass d’accesso del DOD per Ally.

## Trenta giorni e trenta notti
- Titolo originale: 30 Days and 30 Nights
- Diretto da: Ian Samoil
- Scritto da: Katie Aldrin, Jai Jamison

### Trama
Ally viene liberata dal DOD e Superman la insegue nel mondo inverso. Passa un mese senza il suo ritorno, quindi Steel inizia a sostituirlo. Il giorno delle elezioni, un genitore si lamenta con Jonathan della cancellazione della stagione di football per colpa sua, mentre Lana lo difende. Jordan salva segretamente Kyle da un incendio mentre Steel lo spegne. Dopo essere stata informata, Lois ordina a Jordan di non essere un supereroe. Natalie si arrabbia con John per non aver ricordato che è il giorno in cui sua madre è morta. Sam si rende conto che l'incendio è avvenuto in un centro di produzione di X-K e promette a Jonathan l'immunità per la sua fonte, quindi Candice si fa avanti. Sam e Lois vengono catturati in un centro di produzione X-K, ma vengono salvati da Jordan. Lana vince le elezioni. John e Natalie guardano vecchi video della loro Lois. Sarah è sconvolta dal fatto che Jordan sia stato assente per l'intera giornata e rompe con lui. Più tardi, il Jonathan dell’altro mondo arriva a casa dei Kent e dice a Lois e Jordan che il loro Clark era "in ritardo". Viene mostrato Superman a terra, stremato.

## Bizzarri in un mondo bizzarro
- Titolo originale: Bizarros in a Bizarro World
- Diretto da: Louis Milito
- Scritto da: Brent Fletcher, Todd Helbing

### Trama
Vengono mostrate quattro storie che coinvolgono il mondo inverso:
- Kal-El è una celebrità ed è vicino a Tal-Rho, che è sposato con la Lana dell'altro mondo. Anni dopo, Kal-El è ossessionato dalla sua fama e trascura i suoi figli.
- Jonathan (noto come Jon-El) sviluppa poteri e si unisce alla Ally del mondo inverso, insieme a Lana (che ottiene poteri) e Tal-Rho. Lois e Jordan si nascondono con Sam mentre Ally prende il controllo dei media.
- Dopo l'arrivo, Anderson non riesce a fondersi con l'altro sé, che viene poi ucciso da Jon-El. Con l'aiuto di Chrissy, trova Lois e la informa della morte di suo marito.
- Dopo il suo arrivo, Superman incontra Jon-El, ma Lois rivela rapidamente la sua vera fedeltà. Anderson arriva e si riconcilia con Superman. Combattono Jon-El, Lana e Tal-Rho. Jon-El uccide Anderson e dà i ciondoli ad Ally, che si fonde con il suo altro sé e ordina a Jon-El di fare lo stesso. Jon-El si reca su Terra-Prime e il Tal-Rho del mondo inverso permette a Superman di inseguirlo.

## Verità e conseguenze
- Titolo originale: Truth and Consequences
- Diretto da: David Ramsey
- Scritto da: Andrew N. Wong

### Trama
Superman torna in tempo per impedire a Jon-El di fondersi con Jonathan. Clark segue Jon-El usando le visioni di Jonathan, ma viene fermato da Lana, ignaro del fatto che è passato un mese o che lei ha vinto le elezioni. Il giorno seguente, Jon-El intimidisce Sarah nella sua nuova macchina e rapisce Lana. Lois se ne rende conto e nasconde la verità a Sarah. Jon-El sconfigge Superman con la kryptonite mentre evoca la Lana dell'altro mondo. Lei arriva nelle miniere e attacca John e Natalie, che stavano cercando del X-K. Natalie la pugnala e lei fugge nel mondo inverso. Jordan intercetta Jon-El e, combattendolo, riesce a volare per la prima volta. Nel cielo, mette fuori combattimento Jon-El e quasi cade lui stesso. Lana è in grado di rimuovere la kryptonite in tempo affinché Superman la liberi e salvi Jordan. Jon-El è rinviato alla custodia del DOD. Superman porta Lana a casa e le dice che Jon-El non è Jonathan. Con il sostegno della sua famiglia, Clark dice a Lana di essere Superman.

## Bugie che uniscono
- Titolo originale: Lies That Bind
- Diretto da: David Mahmoudieh
- Scritto da: Rina Mimoun

### Trama
Lana mantiene il segreto di Clark, ma è sconvolta dal fatto che la sua amicizia con Lois fosse basata su una bugia. Il suo comportamento fa sì che Kyle pensi che stia uscendo con qualcun altro. John e Sam suggeriscono di distruggere il portale per il Mondo Inverso, ma Clark rifiuta e rilascia Tal-Rho poiché i loro poteri combinati possono distruggere il ciondolo. Ally li interrompe e sottrae il potere di Superman. John la tiene a bada e, una volta distrutto il ciondolo, lei e Tal-Rho fuggono. Nel frattempo, Jonathan salta il suo primo giorno di scuola con Jordan e Natalie. Lei gli  offre un vestito che può impedire a Jon-El di fondersi con lui. Vanno alle miniere per i cristalli X-K che possono alimentarlo, ma li perdono durante un crollo. Più tardi, Lois si scusa con Lana. Rivela il segreto di Jordan e le permette di dirlo alla sua famiglia; lei alla fine non lo fa. Dopo aver appreso di Lana-Rho, decide di interrompere temporaneamente i contatti con la famiglia Kent. Kyle spinge Sarah a esibirsi in una serata open mic in un bar locale. Nel Mondo Inverso, Ally sottrae il potere dell'Inverso Tal-Rho, uccidendolo.

## Tutto è perduto
- Titolo originale: All Is Lost
- Diretto da: Elaine Mongeon
- Scritto da: Kristi Korzec

### Trama
I flashback mostrano le prime interazioni di Ally e Lucy cinque anni prima. John viene a sapere della tuta di Natalie e cerca di distruggerla, solo per rendersi conto che è impenetrabile. Jordan chiede a Lana se può rivelare il suo segreto a Sarah, ma lei gli dice di stare lontano. Lana in seguito si preoccupa di aver preso troppe decisioni sbagliate e viene consolata da Kyle. Clark rallegra Jordan addestrandolo alla Fortezza. Nel frattempo, Lois, Sam e Chrissy individuano Lucy in una capanna con altri membri della Società Inversa. Ally arriva e inizia ad aspirare l'energia di Sam, costringendo Lucy a chiamare Superman. Arriva e anche Ally assorbe la sua energia. Chrissy contatta John e Natalie, che arrivano entrambi. Dopo che Ally se ne va, sono in grado di rianimare Superman e riportare lui e Sam al DOD, dove Lucy si riconcilia in lacrime con Sam. Dal momento che Superman è stato indebolito al punto da diventare un normale essere umano, John dice a Jordan, Jonathan e Natalie che dovranno farsi avanti. Ally ordina a Lana-Rho di finire Superman e inizia a fondere i due mondi.

## Bizzarra guerra dei mondi
- Titolo originale: Worlds War Bizarre
- Diretto da: Sheelin Choksey
- Scritto da: Michael Narducci

### Trama
Quando i mondi iniziano a fondersi, nel cielo appare il cubo solare del Mondo Inverso, che diventa rosso. Gli oggetti vengono trasportati casualmente tra i due mondi. John porta Clark alla Fortezza dove Lara dice loro che potrebbe volerci del tempo prima che i poteri di Clark tornino. Contro la volontà di Sam, Lois e Chrissy informano Lana della fusione di Ally e dei mondi. Lana rende pubbliche le informazioni a una riunione del municipio del liceo e dice che Superman non sarà in grado di salvarli. I residenti negano le sue affermazioni, ma Superman le sostiene. John chiude a chiave la tuta di Natalie e le dice di proteggere la sua nuova famiglia. John combatte Ally nello spazio tra i mondi, ma viene sconfitto e perde il contatto con Natalie. Lana-Rho fa evadere Jon-El e attaccano la scuola, ma vengono sconfitti da Jordan e Natalie. Sarah vede Jordan usare i suoi poteri e si arrabbia con Lana quando si rende conto che già sapeva e non gliel'ha detto. Kyle e la famiglia Kent vengono improvvisamente trasportati nel Mondo Inverso.

## Aspettando Superman
- Titolo originale: Waiting for Superman
- Diretto da: Gregory Smith
- Scritto da: Brent Flecther, Todd Helbing

### Trama
Chrissy esorta tutti a stare con le loro famiglie. Le persone vengono trasportate casualmente tra i mondi e alla fine Lois viene separata da tutti gli altri. Trova Sam, Kyle e l'Inverse Chrissy, ma vengono tutti trasportati indietro senza di lei. Natalie ristabilisce il contatto con John e porta la sua capsula di salvataggio nello spazio tra i mondi. Gli trasferiscono il potere delle loro tute e lo usano per distruggere i portali. Tal-Rho ritorna e porta Superman verso il sole, ripristinando e potenziando i suoi poteri. Il suo potere è troppo grande per Ally da gestire, facendola dividere di nuovo in due. Superman salva John e Natalie e separa i due mondi. Durante una celebrazione, Clark e Lana si riconciliano, Sarah e Jordan ripristinano la loro relazione, Lois dice a Chrissy che Clark è Superman e Lana dice a Kyle che la loro relazione non sarà più la stessa. Entrambe le Ally dei due mondi sono imprigionate presso il DOD e ammettono a Lois che non si sentivano complete. John Diggle fa visita a Irons, volendo sapere perché Bruno Mannheim ha ucciso il John Irons di questa terra. Tal-Rho acquista camion per Jonathan e Jordan e si trasferisce a Inverse Smallville mentre Lucy si trasferisce a Metropolis. Clark crea una nuova fortezza nell'oceano per la sua famiglia.